# Ильинка (Шипуновский район)
Ильинка — село в Шипуновском районе Алтайского края России. Административный центр Ильинского сельсовета.

## География
Село находится на юге центральной части Алтайского края, в пределах степной зоны Предалтайской равнины, на левом берегу реки Чарыш, на расстоянии примерно 28 километров (по прямой) к юго-юго-востоку (SSE) от села Шипуново, административного центра района. Абсолютная высота — 193 метра над уровнем моря.
Климат характеризуется как континентальный. Средние показатели температуры воздуха в зимний период находятся в диапазоне между −15 и −10 °C, летом — в диапазоне между 15 и 20 °C. Количество осадков, выпадающих зимой, в среднем составляет 187 мм, летом — 273 мм.

## История
Основана в 1914 году. По данным 1926 года имелось 103 хозяйства и проживало 565 человек (в основном — русские). Функционировала школа I ступени. В административном отношении село являлось центром Ильинского сельсовета Чарышского района Рубцовского округа Сибирского края.

## Население
| 1926 | 1997 | 1998 | 1999 | 2000 | 2001 | 2002 |
| ---- | ---- | ---- | ---- | ---- | ---- | ---- |
| 565  | ↗570 | ↘569 | ↘543 | ↘541 | ↘526 | ↘505 |
| 2003 | 2004 | 2005 | 2006 | 2007 | 2008 | 2009 |
| ↘481 | ↘479 | ↗484 | ↗499 | ↘496 | ↘474 | ↘461 |
| 2010 | 2011 | 2012 | 2013 |      |      |      |
| ↘351 | ↗353 | ↘333 | ↘315 |      |      |      |

Согласно результатам переписи 2002 года, в национальной структуре населения русские составляли 96 %.

## Инфраструктура
В селе функционируют основная общеобразовательная школа, детский сад, библиотека, федьдшерско-акушерский пункт и почтовое отделение.

## Улицы
Уличная сеть села состоит из пяти улиц и двух переулков.